# Urszula Siedlecka
Urszula Siedlecka (ur. 4 października 1941 w Szopienicach, zm. 4 września 2004 we Wrocławiu) – polska ekonomistka i statystyczka.

## Życiorys
W 1945 wraz z rodzicami, Marią i Alojzym Królikami, przeprowadziła się do Wrocławia. W 1956 skończyła szkołę podstawową, w 1960 zdała maturę. Studiowała na Wydziale Inżynieryjno-Ekonomicznym w Wyższej Szkole Ekonomicznej we Wrocławiu. W 1965 uzyskała magisterium inżyniera ekonomii.
Od 1965 pracowała jako inżynierka stażystka, od 1967 jako asystentka w Katedrze Statystyki i Metod Rachunku Ekonomicznego. W 1976 obroniła doktorat, a w 1994 uzyskała habilitację z nauk ekonomicznych. W 1995 dostała stanowisko profesora nadzwyczajnego AE we Wrocławiu. Tytuł profesorski nadano jej w 1997.
Opublikowała ponad 70 prac naukowych, wypromowała kilkadziesiąt prac magisterskich. Uczestniczyła w konferencjach naukowych w Polsce i za granicą. Przez dwie kadencje, począwszy od 1996, była prodziekanem ds. studenckich.
W 1972 wyszła za mąż za Juliusza Siedleckiego, pracownika Katedry Badań Operacyjnych.
Jest pochowana na cmentarzu na Osobowicach we Wrocławiu.

## Odznaczenia
- Złoty Krzyż Zasługi
- Krzyż Kawalerski Orderu Odrodzenia Polski[2].